# Terre humaine
Terre humaine (Menschliche Erde) ist eine französische Buchreihe im Verlag Plon, die 1954 von ihrem Herausgeber Jean Malaurie begründet wurde. Wie bereits aus ihrem Untertitel Collection d'études et de témoignages hervorgeht, ist sie eine Sammlung von Studien und Augenzeugenberichten aus verschiedenen Kulturen und Gesellschaften. In der Reihe sind bisher (Stand Ende 2022) ungefähr hundert Titel erschienen, darunter einige als Klassiker geltende Werke.

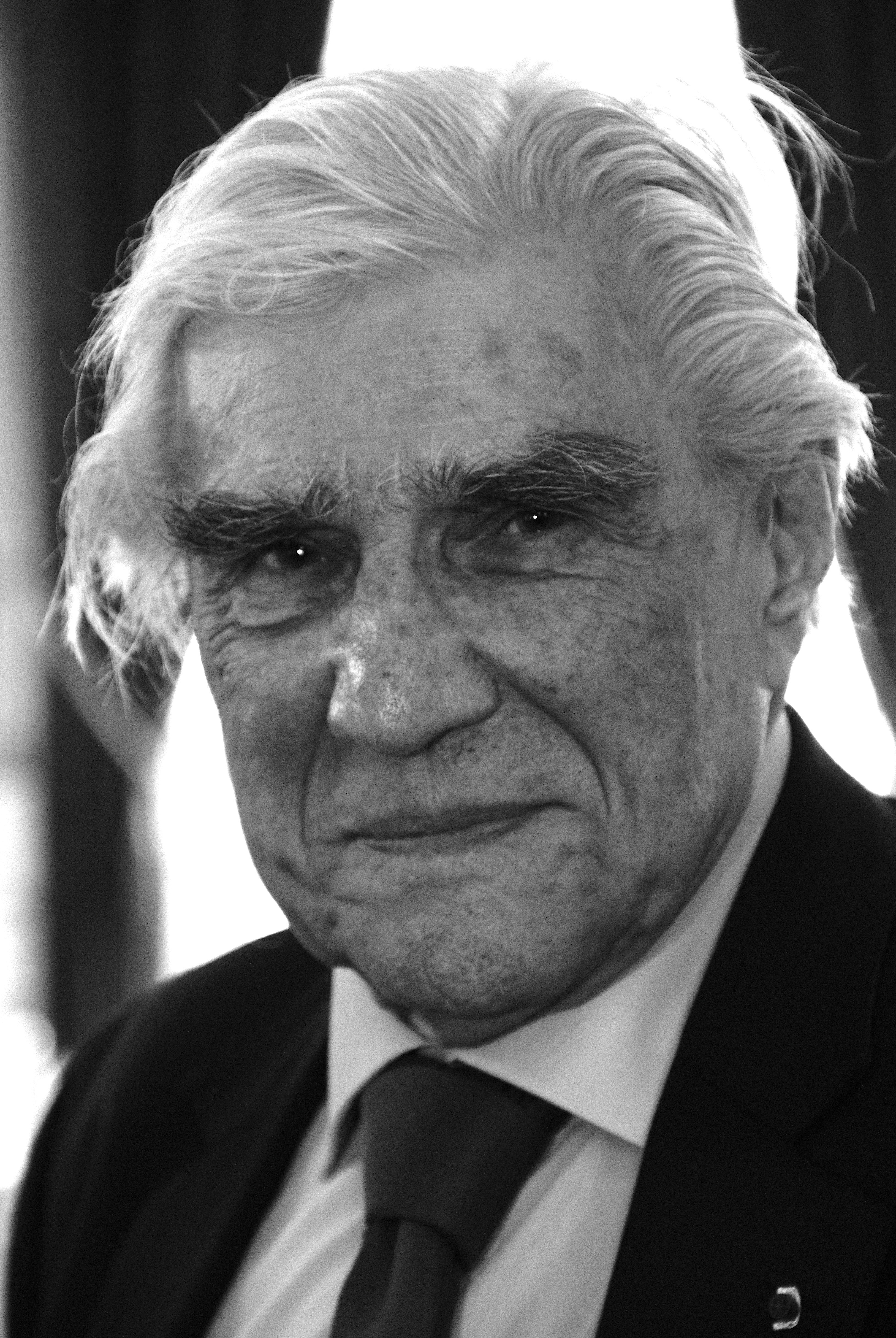
Jean Malaurie (1922–2024), Gründer und Herausgeber von Terre humaine (Aufnahme 2013)

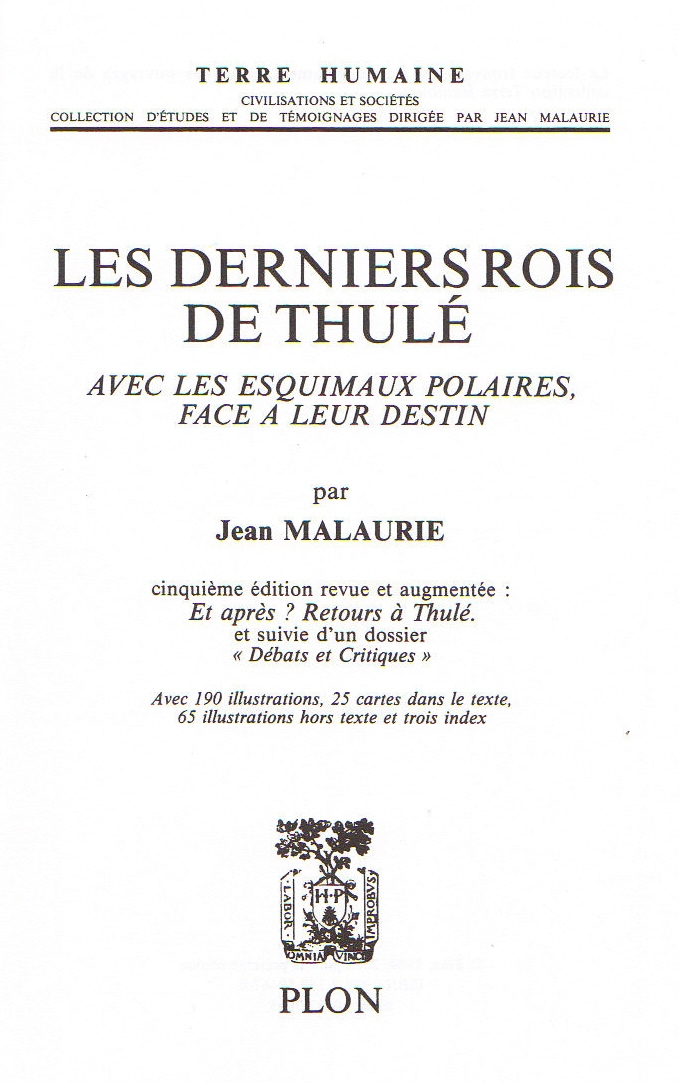
Die letzten Könige von Thule von Jean Malaurie, der erste Band der Reihe (5. A.)

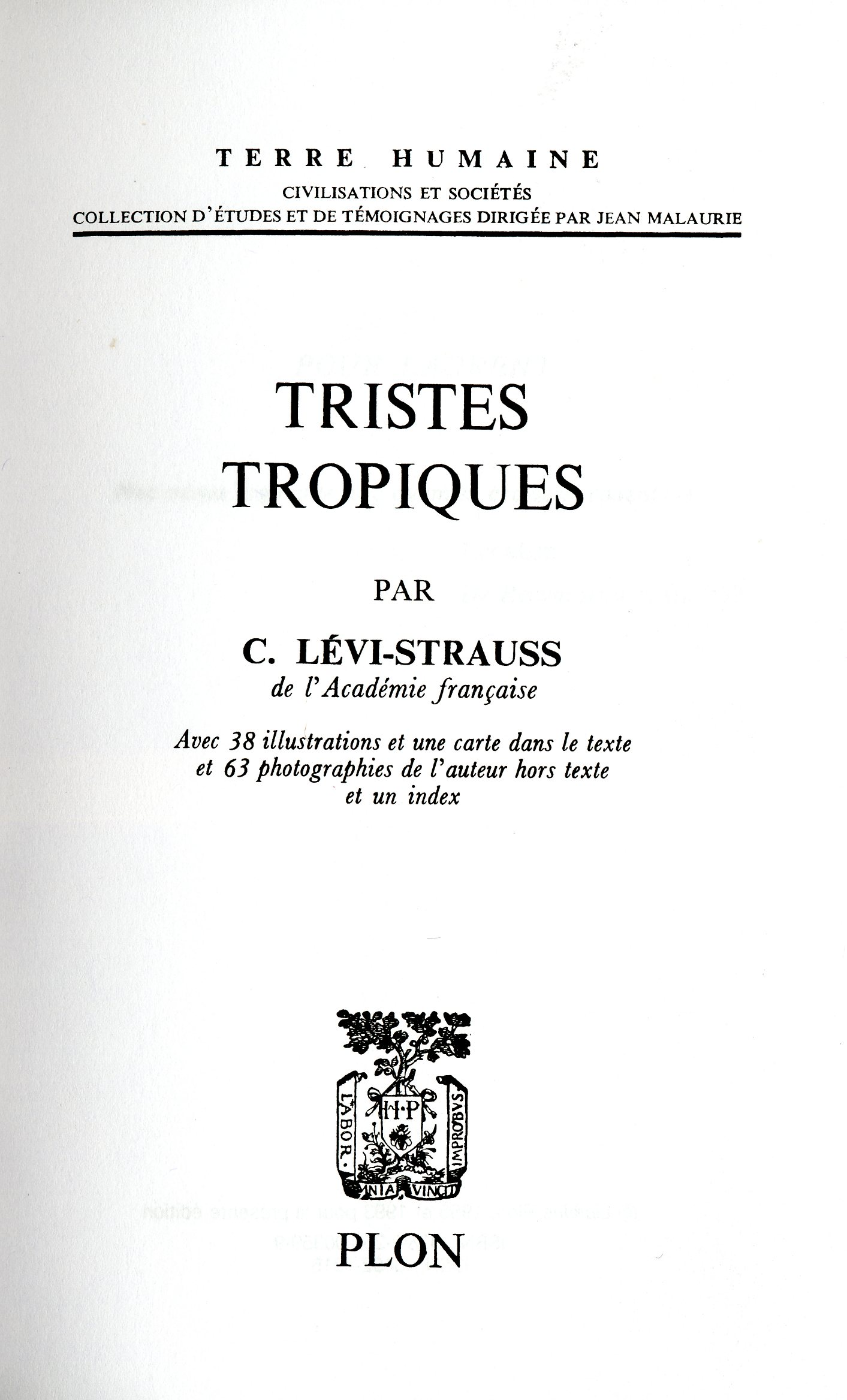
Titelseite der französischen Ausgabe von Traurige Tropen von Claude Lévi-Strauss von der Französischen Akademie

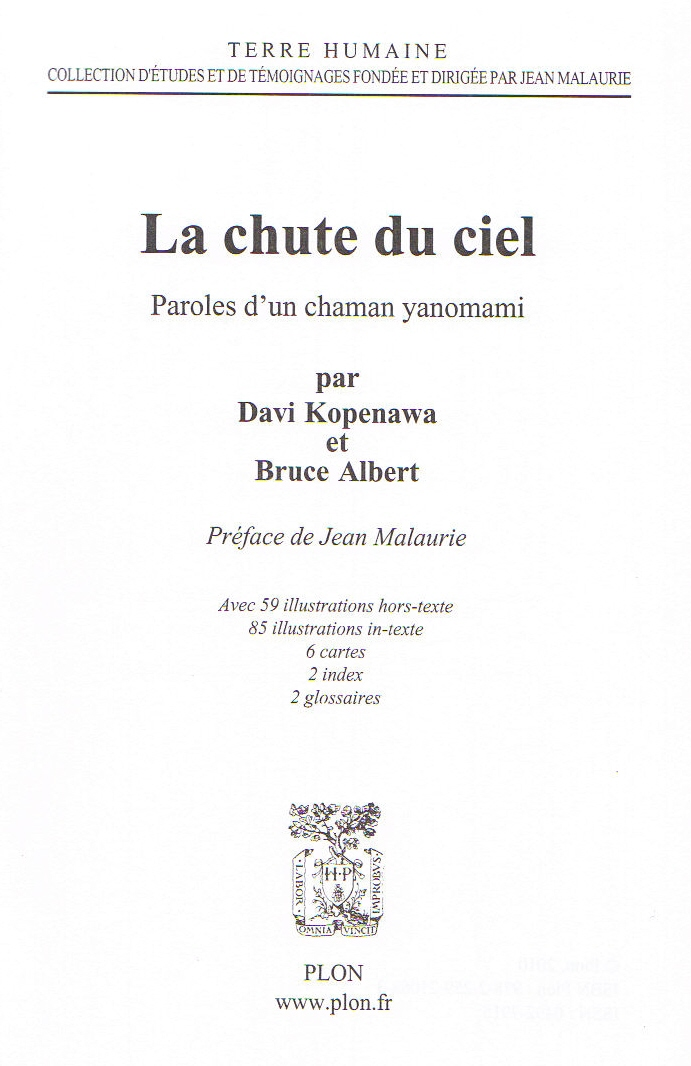
Der Fall des Himmels von Davi Kopenawa und Bruce Albert

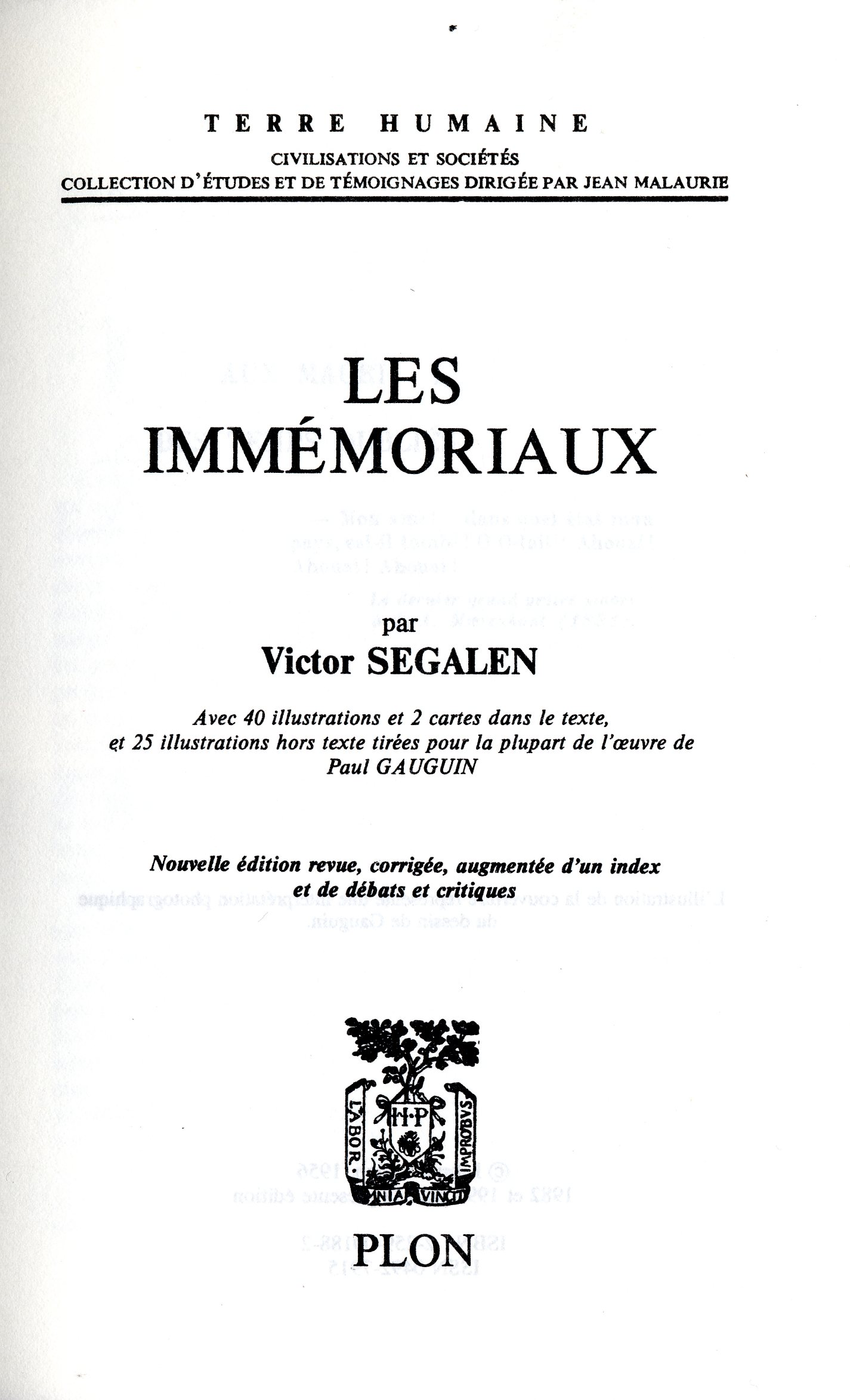
Die Unvordenklichen von Victor Segalen

Die von Jean Malaurie vorgeschlagene Sammlung wurde 1955 mit seinem Buch Les derniers rois de Thulé (Die letzten Könige von Thule) über die Inuit eröffnet. Diesem sollten durchschnittlich etwa zwei Bücher pro Jahr folgen. Zum fünfzigsten Jahrestag der Veröffentlichung des ersten Bandes organisierte die Französische Nationalbibliothek (BNF) im Jahr 2005 eine Ausstellung: Terre humaine. Louons maintenant les grands hommes (Menschliche Erde. Laßt uns nun preisen die großen Männer) und eine Konferenz. Zu diesem Anlass wurden gleich mehrere Bücher veröffentlicht. Der französische Präsident Jacques Chirac beglückwünschte bei der Eröffnung dieser Veranstaltung den Gründer für dieses „hervorragende und aufregende editoriale Abenteuer“.

Jean Malaurie wollte den Minderheiten das Wort erteilen, den populations de culture orale, dont la parole est confisquée (den Bevölkerungsgruppen der mündlichen Kultur, denen das Wort genommen wurde), um der Erzählung in der ersten Person Platz zu machen und Texte sans souci de classe, de discipline et de clocher (ohne Rücksicht auf Schule, Disziplin und Lokalpatriotismus) willkommen zu heißen: 

„J’ai voulu casser la barrière entre ceux qui savent et les autres, rendre le bonheur de comprendre accessible à tous. Et rétablir cette part de sensibilité première, cette vérité du « je » et de l’intime si méprisée de nos savants au nom de l’objectivité scientifique (…) Je ne veux pas que l’Histoire soit une addition de ghettos, mais de rencontres. / dt. Ich wollte die Barriere zwischen den Wissenden und den anderen durchbrechen, um das Glück des Verstehens für alle zugänglich zu machen. Und um diesen Teil der ersten Sensibilität wiederherzustellen, diese Wahrheit des "Ichs" und des Intimen, das unsere Wissenschaftler im Namen der wissenschaftlichen Objektivität verachtet haben (...), möchte ich nicht, dass die Geschichte eine Aneinanderreihung von Ghettos ist, sondern eine von Begegnungen.“

In diesem Sinne öffnete er seine Sammlung für Werke von Forschern und Ethnologen, für Zeugnisse von Bauern und Arbeitern, für Werke der mündlichen Überlieferung, für wenig bekannte Texte großer Autoren wie Zola, Ramuz oder Segalen, für Bücher des Kampfes oder der Empörung.
Die Reihe enthält viele Übersetzungen aus anderen Sprachen. Viele Bände der Reihe wurden in andere Sprachen übersetzt.

## Bandübersicht

### 1955–1959
- Jean Malaurie: Les Derniers rois de Thulé. Avec les Esquimaux Polaires face à leur destin, 1955 (1989). [dt. Die letzten Könige von Thule] (über eine Expedition zu den Polareskimos in die Arktis).
- Claude Lévi-Strauss: Tristes tropiques, 1955. [dt. Traurige Tropen]
- Hugo Adolf Bernatzik; Georges Condominas; Alphonse Tournier: Les esprits des feuilles jaunes  (1955) [dt. Die Geister der gelben Blätter]
- Victor Segalen: Les Immémoriaux, 1956 (1993); ursprünglich 1907. [dt. Die Unvordenklichen]
- Georges Balandier: Afrique ambiguë, 1956. [dt. Zwielichtiges Afrika].
- Don C. Talayesva: Soleil hopi. L'autobiographie d'un Indien Hopi, 1957 (1983); ursprünglich 1942, Vorwort von Claude Lévi-Strauss. [dt. Die Sonne der Hopi: Sun Chief – eine Autobiographie]
- Francis Huxley: Aimables sauvages. Chronique des Indiens Urubu de la forêt amazonienne, 1960; ursprünglich 1956. [Liebenswürdige Wilde. Chronik der Urubu-Indianer des Amazonas-Regenwaldes]

### 1960–1969
- René Dumont: Terres vivantes. Voyages d'un agronome autour du monde, 1961. [Lebendige Länder. Probleme der Landreform in der Welt]
- Margaret Mead: Mœurs et sexualité en Océanie, 1963, I und II; ursprünglich 1928 und 1935. [Sitten und Sexualität in Ozeanien]
- Mahmout Makal: Un village anatolien. Récit d’un instituteur paysan (Turquie), 1963 (1985); ursprünglich 1949. [Ein anatolisches Dorf. Erzählung eines Bauernlehrers (Türkei)]
- Georges Condominas: L’exotique est quotidien. Sar Luk (Vietnam central), 1966 (1977). [Das Exotische ist alltäglich. Sar Luk (Zentralvietnam)]
- Robert Jaulin: La mort Sara. L’ordre de la vie ou la pensée de la mort au Tchad, 1967. [Die Ordnung des Lebens oder der Gedanke an den Tod im Tschad]
- Jacques Soustelle: Les quatre soleils. Souvenirs et réflexions d'un ethnologue au Mexique, 1967 (1982). [Die vier Sonnen. Erinnerungen und Reflexionen eines Ethnologen in Mexiko]
- Théodora Kroeber, Ishi. Testament du dernier Indien sauvage de l’Amérique du Nord, 1968 (1987); ursprünglich 1961. [Ishi. Testament des letzten wilden Indianers Nordamerikas]
- Ettore Biocca: Yanoama. Récit d'une jeune femme brésilienne enlevée par les Indiens, 1968; ursprünglich 1965. [Yanoama. Von einer jungen Brasilianerin, die von Indianern entführt wurde]
- Mary F. Smith und Baba Giwa: Baba de Karo. L'autobiographie d'une musulmane haoussa du Nigeria, 1969 (1983); ursprünglich 1954. [Baba von Karo. Die Autobiografie einer Hausa-Muslima aus Nigeria]

### 1970–1979
- Richard Lancaster: Piegan. Chronique de la mort lente. La réserve indienne des Pieds-Noirs, 1970; ursprünglich 1966. [Piegan. Chronik des langsamen Todes. Das Indianerreservat der Blackfoot]
- William H. Hinton: Fanshen. La Révolution communiste dans un village chinois, 1971; ursprünglich 1966. [Fanshen. Die kommunistische Revolution in einem chinesischen Dorf]
- Ronald Blythe: Mémoires d’un village anglais. Akenfield (Suffolk), 1972 (1993); ursprünglich 1969. [Erinnerungen eines englischen Dorfes. Akenfield (Suffolk)]
- James Agee und Walker Evans, Louons maintenant les grands hommes. Trois familles de métayers en 1936 en Alabama, 1972 (2002), Nachwort von B. Jackson; ursprünglich 1939. [Preisen will ich die großen Männer. Drei Pächterfamilien 1936 in Alabama]
- Pierre Clastres: Chronique des indiens guayaki. Ce que savent les Aché, chasseurs nomades du Paraguay, 1972 (1985). [dt. Chronik der Guayaki. Die sich selbst Aché nennen, nomadische Jäger in Paraguay]
- Sélim Abou: Liban déraciné. Autobiographies de quatre Argentins d'origine libanaise, 1972. [Entwurzelter Libanon. Autobiographien von vier Argentiniern libanesischer Herkunft]
- Francis A. J. Ianni: Des affaires de famille. La mafia à New York. Liens de parenté et contrôle social dans de crime organisé, 1973; ursprünglich 1972. [Familienangelegenheiten. Die Mafia in New York. Verwandtschaftsbeziehungen und soziale Kontrolle im organisierten Verbrechen]
- Gaston Roupnel: Histoire de la campagne française, 1974; ursprünglich 1932. Nachworte von G. Bachelard, E. Le Roy Ladurie, P. Chaunu, P. Adam und J. Malaurie. [Geschichte des ländlichen Frankreich ]
- Taufiq al-Hakim: Un substitut de campagne en Égypte. Journal d’un substitut de procureur égyptien, 1974; ursprünglich 1942. [dt. unter dem Titel Staatsanwalt unter Fellachen: Roman aus Ägypten]
- Bruce Jackson: Leurs prisons. Autobiographies de prisonniers et d'ex-détenus américains, 1975; Vorwort von Michel Foucault. [Ihre Gefängnisse. Autobiografien amerikanischer Gefangener und Ex-Häftlinge]
- Pierre Jakez Hélias: Le Cheval d'orgueil. Mémoires d’un breton du pays bigouden, 1975 (1985). [Das Pferd des Stolzes. Memoiren eines Bretonen aus dem Bigoudenland]
- Jacques Lacarrière: L'Eté grec. Une Grèce quotidienne de quatre mille ans, 1976 (1993). [Der griechische Sommer. Viertausend Jahre alter griechischer Alltag]
- Adélaïde Blasquez: Gaston Lucas, serrurier. Chronique de l’anti-héros, 1976. [Gaston Lucas, Schlosser. Chronik des Antihelden]
- Tahca Ushte und Richard Erdoes: De mémoire indienne, La vie d'un Sioux, voyant et guérisseur, 1977 (1985). [Aus indianischer Erinnerung, Das Leben eines Sioux, Hellseher und Heiler]
- Luis González: Les barrières de la solitude. Histoire universelle de San José de Gracia, village mexicain, 1977 (1982); ursprünglich 1968–1972. [Die Barrieren der Einsamkeit. Universalgeschichte des mexikanischen Dorfes San José de Gracia]
- Jean Recher: Le grand métier. Journal d’un capitaine de pêche de Fécamp, 1977 (1983). [Das große Metier. Tagebuch eines Fischerkapitäns aus Fécamp]
- Wilfred Thesiger: Le désert des déserts. Avec les Bédouins, derniers nomades de l’Arabie du Sud, 1978 (1983); ursprünglich 1959. [Die Wüste der Wüsten. Mit den Beduinen, den letzten Nomaden Südarabiens]
- Josef Erlich: La flamme du Shabbath. Le Shabbath, moment d’éternité, dans une famille juive polonaise, 1978; ursprünglich 1970. [Die Flamme des Schabbat. Der Schabbat, ein Moment der Ewigkeit, in einer polnisch-jüdischen Familie]
- C. F. Ramuz: La pensée remonte les fleuves. Essais et réflexions, 1979; ursprünglich 1927–1949, Vorwort von J. Malaurie. [Das Denken fließt flussaufwärts. Aufsätze und Reflexionen]

### 1980–1989
- Antoine Sylvère: Toinou. Le cri d’un enfant auvergnat (Pays d’Ambert), 1980, Vorwort von P. J. Hélias. [Toinou. Der Schrei eines Kindes aus der Auvergne (Pays d'Ambert)]
- Eduardo Galeano: Les veines ouvertes de l'Amérique latine. Une contre-histoire, 1981 (1991); ursprünglich 1971. Ursprünglich: Las venas abiertas de América Latina, Mexiko [Die offenen Adern Lateinamerikas]
- Éric de Rosny: Les yeux de ma chèvre. Sur les pas des maîtres de la nuit en pays Douala (Cameroun), 1981 (1984). [Die Augen meiner Ziege. Auf den Spuren der Meister der Nacht im Douala-Land (Kamerun)]
- Amicale d’Oranienburg-Sachsenhausen: Sachso. Au cœur du système concentrationnaire nazi, 1982. [Sachso. Im Herzen des nationalsozialistischen Konzentrationslagersystems]
- Pierre Gourou: Terres de bonne espérance. Le monde tropical, 1982. [Länder der guten Hoffnung. Die tropische Welt]
- Wilfred Thesiger: Les Arabes des marais. Tigre et Euphrate, 1983 (1991). [Die Araber der Sümpfe. Tigris und Euphrat]
- Margit Gari: Le vinaigre et le fiel. La vie d'une paysanne hongroise, 1983 (1989). [Essig und Galle. Das Leben einer ungarischen Bäuerin]
- Alexander Alland: La danse de l’araignée. Un ethnologue américain chez les Abron (Côte d'Ivoire), 1984. [Der Tanz der Spinne. Ein amerikanischer Ethnologe bei den Abron (Elfenbeinküste)]
- Bruce Jackson und Diane Christian: Le quartier de la mort. Expier au Texas, 1985; ursprünglich 1980. [Das Viertel des Todes. Sühne in Texas]
- René Dumont: Pour l’Afrique, j’accuse. Le Journal d’un agronome au Sahel en voie de destruction, 1986 (1993), Nachworte von de M. Rocard und J. Malaurie. [Für Afrika, ich klage an. Das Tagebuch eines Agronomen in der zerstörten Sahelzone]
- Émile Zola: Carnets d'enquêtes. Une ethnographie inédite de la France, 1987; Ausgabe von H. Mitterrand. [Carnets d'enquêtes. Eine unveröffentlichte Ethnographie Frankreichs]
- Colin Turnbull: Les Iks. Survivre par la cruauté (Nord Ouganda), 1987; ursprünglich 1972, Nachworte von J. Towles, C. Turnbull, J. Malaurie. [Die Iks. Überleben durch Grausamkeit (Nord-Uganda)]
- Bernard Alexandre: Le Horsain. Vivre et survivre en Pays de Caux, 1988. [Der Horsain. Leben und Überleben im Pays de Caux]
- Andreas Labba: Anta. Mémoires d’un lapon (Suède), 1989; ursprünglich 1966. [Anta. Memoiren eines Samen (Schweden)]
- Michel Ragon: L’accent de ma mère. Une mémoire vendéenne, 1989, ursprünglich 1980. [Der Akzent meiner Mutter. Eine Erinnerung aus der Vendée]
- François Leprieur: Quand Rome condamne. Dominicains et prêtres-ouvriers, 1989. [Wenn Rom verurteilt. Dominikaner und Arbeiterpriester]

### 1990–1999
- Robert F. Murphy: Vivre à corps perdu. Le témoignage et le combat d’un anthropologue paralysé, 1990 (1987); Nachworte von M. Gillibert und A.-D. Nenna. [Leben mit dem verlorenen Körper. Das Zeugnis und der Kampf eines gelähmten Anthropologen]
- Pierre Jakez Hélias: Le quêteur de mémoire. Quarante ans de recherche sur les mythes et la civilisation bretonne, 1990. [Der Sucher der Erinnerung. Vierzig Jahre Forschung zu Mythen und Zivilisation der Bretagne]
- Jean Duvignaud: Chebika, suivi de Retour à Chebika. Changements dans un village du Sud tunisien, 1991; ursprünglich 1968. [Chebika, gefolgt von Retour à Chebika. Veränderungen in einem Dorf im Süden Tunesiens]
- Laurence Caillet: La maison Yamazaki. La vie exemplaire d'une paysanne japonaise devenue chef d’une entreprise de haute coiffure, 1991. [Das Haus Yamazaki. Das beispielhafte Leben einer japanischen Bäuerin, die zur Chefin einer Haute Coiffure-Firma wurde.]
- Augustin Viseux: Mineur de fond. Fosses de Lens. Soixante ans de combat et de solidarité, 1991. [Bergmann unter Tage. Gruben von Lens. Sechzig Jahre Kampf und Solidarität]
- Mark Zborowski und Elisabeth Herzog, Olam. Dans le shtetl d'Europe centrale, avant la Shoah, 1992; ursprünglich 1951, Vorwort von A. J. Heschel. [Olam. Im mitteleuropäischen Shtetl vor der Schoah]
- Ivan Stoliaroff: Un village russe. Récit d’un paysan de la région de Voronej. 1880-1906, 1992; ursprünglich 1986, Studien von P. Pascal. [Ein russisches Dorf. Erzählung eines Bauern aus der Region Woronesch. 1880-1906]
- Angelo Maria Ripellino, Praga magica. Voyage initiatique à Prague, 1993; ursprünglich 1973. [Praga magica. Initiationsreise nach Prag]
- Philippe Descola: Les lances du crépuscule. Relations Jivaros (Haute-Amazonie), 1994. [Die Speere der Dämmerung. Jivaros-Beziehungen (Oberes Amazonasgebiet)]
- Jean und Huguette Bézian: Les grandes heures des moulins occitans. Paroles de meuniers, 1994. [Die großen Stunden der okzitanischen Mühlen. Worte von Müllern]
- Viramma, Une vie paria. Le rire des asservis (Pays Tamul, Inde du Sud), 1995, mit Josiane und Jean-Luc Racine. [Ein Leben als Ausgestoßene. Das Lachen der Versklavten (Tamul-Land, Südindien)]
- Dominique Fernandez: La perle et le croissant. L’Europe baroque de Naples à Saint-Pétersbourg, 1995; Fotos von Ferrante Ferranti. [Die Perle und der Halbmond. Das barocke Europa von Neapel bis St. Petersburg]
- Claude Lucas: Suerte. L’exclusion volontaire, 1996; Anmerkungen von É. Levinas und J. Malaurie. [Suerte. Freiwilliger Ausschluss]
- Kenn Harper: Minik, L’Esquimau déraciné, 1997; ursprünglich 1986, Vorwort von J. Malaurie. [Minik, Der entwurzelte Eskimo]
- Hillel Seidman: Du fond de l’abîme. Journal du ghetto de Varsovie, 1998; ursprünglich 1946. [Aus der Tiefe des Abgrunds. Tagebuch aus dem Warschauer Ghetto]
- Jean Malaurie: Hummocks: 1. De la pierre à l’homme, Nord-Groenland; Arctique central canadien; 2. Alaska, avec les chasseurs de baleine, Mer de Béring; Tchoukotka (Sibérie), aux origines mythiques des Inuit, 1999. [Hummocks: 1. Vom Stein zum Menschen, Nord-Grönland; Kanadische Zentral-Arktis; 2. Alaska, mit den Waljägern, Beringsee; Tschukotka (Sibirien), zu den mythischen Ursprüngen der Inuit]

### 2000–2009
- Roger Bastide: Le candomblé de Bahia (Brésil). Rite Nagô, 2000; ursprünglich 1958; Vorworte von F. H. Cardoso und J. Duvignaud. [Der Candomblé von Bahia (Brasilien). Nagô-Ritus]
- Jean Cuisenier: Mémoires des Carpathes. La Roumanie millénaire: un regard intérieur, 2000. [Erinnerungen an die Karpaten. Das tausendjährige Rumänien: ein Blick von innen]
- Pierre Miquel: Les Poilus. La France sacrifiée, 2000. [Die Poilus. Das geopferte Frankreich]
- Anne Marie Marchetti: Perpétuités. Le temps infini des longues peines, 2001. [Lebenslängliche Freiheitsstrafen. Die unendliche Zeit der langen Strafen]
- Patrick Declerck: Les naufragés. Avec les clochards de Paris, 2001. [Die Gestrandeten. Bei den Clochards von Paris]
- Armand Pelletier und Yves Delaporte: «Moi Armand, né sourd et muet... ». Au nom de la science, la langue des signes sacrifiée, 2002. ["Ich Armand, taub und stumm geboren...". Im Namen der Wissenschaft, die geopferte Gebärdensprache ]
- Darcy Ribeiro: Carnets indiens. Avec les indiens Urubus-Kaapor (Brésil), 2002; ursprünglich 1996, Vorworte vom Autor und von J. Pasta. [Indianische Notizbücher. Bei den Urubus-Kaapor-Indianern (Brasilien)]
- Dominique Sewane: Le souffle du mort. Avec les Batammariba (Togo, Bénin), 2003.
- Barbara Tedlock: Rituels et pouvoirs. Avec les indiens Zuñis-Pueblo (Nouveau-Mexique), 2004; ursprünglich 1992. [Rituale und Kräfte. Mit den Zuñis-Pueblo-Indianern (New Mexico)]
- Barbara Glowczewski: Rêves en colère. Alliances aborigènes dans le nord-ouest australien, 2004. [Wütende Träume. Aborigines-Allianzen im australischen Nordwesten]
- Jacques Lacarrière: Chemins d’écriture, 2005; ursprünglich 1988, Nachwort von J. Malaurie. [Wege des Schreibens]
- Pascal Dibie: Le village métamorphosé. Révolution dans la France profonde, 2006. [Das verwandelte Dorf. Revolution im tiefen Frankreich]
- Y. L. Peretz: Les oubliés du shtetl. Yiddishland, 2007; ursprünglich 1892; Vorwort von J. Malaurie, Studien von N. und M. Weinstock. [Die Vergessenen des Shtetl. Yiddishland]
- Edouard Coeurdevey: Carnets de guerre, 1914-1918. Un témoin lucide, 2008, Vorwort von J. Marseille. [Kriegstagebücher, 1914-1918. Ein klarer Zeuge]
- François-Robert Zacot: Peuple nomade de la mer. Les Badjos d'Indonésie, 2009 (réédition augmentée en 2014). [Nomadisches Volk des Meeres. Die Bajau von Indonesien]

### 2010–2019
- Davi Kopenawa und Bruce Albert: La Chute du ciel. Paroles d'un chaman yanomami, 2010. Vorwort von Jean Malaurie [Der fallende Himmel: Worte eines Yanomami-Schamanen]
- Kudsi Erguner: La Flûte des origines. Un Soufi d'Istanbul, entretiens avec Dominique Sewane, 2013. [Die Flöte der Ursprünge. Ein Sufi aus Istanbul]
- Robert Colonna d'Istria: Une famille corse. 1200 ans de solitude, 2018 [Eine korsische Familie. 1200 Jahre Einsamkeit]
- Rémi Bordes: Le chemin des humbles: Chroniques d'un ethnologue au Népal, 2018. [Der Weg der Bescheidenen: Chronik eines Ethnologen in Nepal]
- Jean-Marie Blas de Roblès: En Libye - Sur les traces de Jean-Raimond Pacho. 2016 [In Libyen - Auf den Spuren von Jean-Raimond Pacho]
- Roland Vilella: La sentinelle de fer. Mémoires de bagne de Nosy Lava (Madagascar), 2016 [Der eiserne Wächter - Erinnerungen an das Zuchthaus von Nosy Lava (Madagaskar)]

### 2020–
- Michèle-Baj Strobel: Les Gens de l'Or. Mémoire des orpailleurs créole du Maroni [Die Menschen des Goldes. Erinnerung an die kreolischen Goldwäscher von Maroni]
- Vincent Hiribarren: Un manguier au Nigeria: Histoires du Borno [Ein Mangobaum in Nigeria: Geschichten aus Borno]
- Caroline Audibert: Des loups et des hommes. Enquete en France sauvage [Von Wölfen und Menschen. Ermittlungen im wilden Frankreich]
- Mireille Aïn: Cinq Tambours pour deux serpents: Itinéraire spirituel d'une Française en Haïti [Fünf Trommeln für zwei Schlangen: Der spirituelle Weg einer Französin in Haiti]
- Dominique Sewane: Le souffle du mort: La tragédie de la mort chez les Batãmmariba du Togo, Bénin [Der Atem des Toten: Die Tragödie des Todes bei den Batammariba in Togo, Benin]
- Philippe Charlier: Vaudou : l'homme, la nature et les dieux [Voodoo: Der Mensch, die Natur und die Götter]
- Olivier Weber: Au royaume de la lumière: un voyage en Himalaya. [Im Reich des Lichts: Eine Reise in den Himalaya]
- Sylvie Lasserre: Le Ciel et la Marmite: avec les femmes chamanes d'Asie centrale. [Der Himmel und der Kochtopf: Mit den Schamaninnen Zentralasiens]
- Jean Malaurie: De la pierre à l'âme: Mémoires,[8] 2022 [Vom Stein zur Seele: Erinnerungen]